# 3 from Hell
3 from Hell és una pel·lícula de terror estatunidenca del 2019 escrita, coproduïda i dirigida per Rob Zombie. És la tercera i última entrega de la trilogia Firefly, que va començar amb House of 1000 Corpses (2003), i protagonitzada per Sheri Moon Zombie, Bill Moseley, Richard Brake i Sid Haig. Han passat deu anys des dels fets de Els renegats del diable (2005). La trama segueix Otis Driftwood i Baby Firefly empresonats que són alliberats pel germanastre d'Otis, després de sobreviure amb prou feines a un tiroteig policial fa una dècada.
A diferència de les versions anteriors, 3 from Hell va rebre una estrena en sales especial de tres nits a través de Fathom Events del 16 al 18 de setembre de 2019, i va rebre una resposta mixta dels crítics de cinema. Com que va recaptar prop de 2 milions de dòlars, Fathom Events li va oferir un llançament d'una nit el 14 d'octubre, abans que la pel·lícula s'estrenés en vídeo domèstic l'endemà. Aquesta va ser l'última pel·lícula de Haig estrenada abans de la seva mort el 21 de setembre de 2019, cinc dies després de l'estrena de la pel·lícula.

## Argument
La pel·lícula s'obre amb diversos reportatges sobre el furor assassí de la família Firefly. A través d'informes, es revela que Baby, Otis i el Capità Spaulding van sobreviure miraculosament al seu tiroteig amb la policia i que seran jutjats pels seus crims. El judici és àmpliament cobert a tot el país i es converteix en una cause célèbre, donant lloc a l'organització de protestes que insisteixen en la innocència del trio. Nombrosos fanàtics també van adoptar el cant "Allibera els tres", al·legant que els seus crims es van cometre com un mitjà per lluitar contra el sistema. Malgrat això, tots tres són declarats culpables i condemnats a cadena perpètua. A més del veredicte final, el capità Spaulding és executat mitjançant injecció letal. El germanastre d'Otis, Winslow Foxworth "Foxy" Coltrane, apareix per ajudar-lo a escapar de la presó mentre està fora fent feina en un grup encadenat. En el procés, Otis mata en Rondo, que també formava part de la colla de la cadena després d'haver estat arrestat un temps després del final de la pel·lícula anterior i va ser enviat a la mateixa presó però no va reconèixer a Otis. Mentrestant, Baby demana la llibertat condicional sense èxit, ja que el seu estat mental s'ha deteriorat encara més des del seu empresonament.
Un cop lliures, Otis i Foxy comencen a planejar alliberar Baby de la presó. Per aconseguir-ho, segresten la família i amics del director de la presó, Virgil Dallas Harper. L'Otis i la Foxy demanen que Harper ajudi a Baby a sortir furtivament de la presó o assassinaran tots els que tenen com a ostatges. Harper segueix les seves ordres i treu a Baby de la presó disfressant-la de guàrdia. Tanmateix, un cop alliberat Baby, Otis i Foxy decideixen eliminar els caps solts i matar tots els ostatges, així com Harper. Ara units, els tres estan indecisos sobre què fer a continuació, però finalment decideixen fugir a Mèxic, una decisió que es fa més urgent a causa de la creixent inestabilitat de Baby.
Otis, Baby i Foxy aconsegueixen creuar amb èxit la frontera i escapar a un petit poble de Mèxic que celebra el Dia dels Morts i s'amaguen a l'hotel solitari de la ciutat. Es preocupen breument per ser reconeguts, però descarten aquestes preocupacions, sense saber que el propietari de l'hotel de fet els ha reconegut i ha alertat el fill de Rondo, Aquarius, de la seva ubicació. El propietari els manté ocupats tant amb la celebració com amb les prostitutes locals, mentre que l'Aquarius es dirigeix al lloc amb diversos secuaços a remolc. L'endemà al matí, Baby es vincula amb un treballador local, Sebastian, que nota l'arribada de l'Aquarius. Ell adverteix a la Baby del perill abans de córrer a avisar l'Otis, just quan els homes de l'Aquarius irrompen al prostíbul. L'Otis i el Sebastian aguanten els atacants fins que arriba en Foxy i els rescata a tots dos. Otis se separa d'ells, aconseguint trobar amb èxit el propietari de l'hotel i matar-lo. Durant aquest temps, Baby aconsegueix matar diversos homes d'Aquarius amb un conjunt d'arc i fletxes que va agafar de la casa d'en Harper. Finalment, Foxy i Baby són superats per Aquarius i fets presoners. Durant això, Aquarius li diu a Sebastian que no val la bala i el deixa per mort. Aquarius i els seus sicaris restants utilitzen Baby i Foxy per fer sortir l'Otis.
L'Otis apareix i s'enfronta a un dels homes de l'Aquarius en una baralla amb ganivets, mentre en Sebastian s'acosta i allibera en silenci tant en Foxy com en Baby. Això enfurisma l'Aquarius, distreu el seu home en la lluita de ganivets i permet que l'Otis guanyi. Ell, Baby i Foxy aconsegueixen dominar l'Aquarius; No obstant això, Sebastian és disparat i assassinat en el procés. La pel·lícula acaba amb el trio immolant Aquarius abans d'anar a la ciutat mexicana i marxar per la mateixa carretera des del principi.

## Repartiment
- Sheri Moon Zombie com a Vera-Ellen 'Baby' Firefly[2]
- Bill Moseley com a Otis B. Driftwood
- Sid Haig com a Captain Spaulding[3]
- Richard Brake com a Winslow Foxworth 'Foxy' Coltrane
- Danny Trejo com a Rondo[4]
- Dee Wallace com a Greta[5][6]
- Daniel Roebuck com a Morris Green[7]
- Jeff Daniel Phillips com a Warden Virgil Dallas Harper[8]
- Pancho Moler com a Sebastian
- Steven Michael Quezada com a Diego
- Jackie S. Garcia com a Princesa
- Bill Oberst Jr. com a Tony Commando
- Lucinda Jenney com a Nebraska
- Austin Stoker com a Earl Gibson[9]
- Emilio Rivera com a 'Aquarius'[10]
- Clint Howard com a Mr. Baggy Britches[11][12]
- David Ury[13] com a Travis O‘Rourke
- Richard Edson com a Carlos Perro
- Kevin Jackson com a Gerard James
- Tracey A. Leigh com a Judy Harper
- Sylvia Jefferies com a Heather 'Starship' Galen
- Wade Williams com a Buford Tuttle
- Sean Whalen com a Burt Willie
- Jan Hoag com a Betty Lou
- Stacie Greenwell com a Janice
- Anny Rosario com a Juanita
- Matthew Willig com a Creep
- Dot-Marie Jones com a 'Slackjaw'
- Nancy Linehan Charles com a Dr. Bowman
- Emiliano Díez com a Rodrigo
- Richard Riehle com a Sheriff Wolf
- Tomas Boykin com a Derek Zoom
- Alexandra Ella com a Tracee Wild
- Rob Welsh com a Luke-Luke
- Flor De Maria Chahua com a Bella
- Alicia Adams com a 'Poker'
- Billy Blair com a Garbage Man
- Mariano 'Big Dawg' Mendoza com a Gonzo
- Greg Serano com a 'Warlock'
- Christine Weatherup com a Abigail Duck
- Christopher B. Duncan com a 'Glassy' Wolf
- Tom Papa[14] com a News Anchor George Glass
- Noel G. com a 'Bullet'
- Esteban Cueto com a 'Big Cue'
- Marco Morales com a 'Clutch'
- Gabriel 'G-Rod' Rodriguez com a 'Shovel'
- Chaz Bono com a Digby Neville (uncredited)
- Duane Whitaker com a Mr. Bankhead (uncredited)
- Barry Bostwick com a Narrator

## Producció
La Fotografia principal va començar el 13 de març de 2018, i va acabar el 10 d'abril de 2018. El Sybil Brand Institute a Los Angeles, una presó de dones abandonada, va servir com a lloc de rodatge.
La postproducció es va retardar cinc mesos per permetre la finalització de les gires de Zombie i Marilyn Manson. El procés d'edició va començar l'11 de setembre de 2018, i la barreja de so va començar el 15 de març de 2019 i es va completar a finals d'abril.
Segons Rob Zombie, Sid Haig originalment anava a tenir un paper més important, però no va poder comprometre's amb tota la pel·lícula per problemes de salut. Com a resultat, el guió es va reescriure per presentar el personatge de Richard Brake per ocupar el seu lloc. Haig va morir poc després la pel·lícula es va estrenar el 21 de setembre de 2019.

### Música
La banda sonora va ser composta per Zeuss i va ser llançada per Waxwork Records en vinil.

## Estrena
El primer tràiler es va publicar el juny de 2019. Fathom Events va tenir un estrena al cinema de tres dies sense classificació del 16 al 18 de setembre de 2019. La primera nit va incloure un vídeo especial de presentació amb Zombie i un cartell commemoratiu. El segon inclourà una mirada darrere de les escenes d'un making-of i totes les ubicacions de Cinemark distribuiran un adhesiu exclusiu dissenyat per Zombie. La tercera nit va incloure una sessió doble de 3 from Hell i Els renegats del diable.
La pel·lícula va guanyar 1,92 milions de dòlars, va tenir prou èxit perquè Fathom Events anunciés plans per tornar la pel·lícula als cinemes el 14 d'octubre.

### Resposta crítica
A l'agregador de ressenyes Rotten Tomatoes, la pel·lícula té una puntuació d'aprovació deL 58 % basada en 38 ressenyes, amb una valoració mitjana de 5.6/10. El consens dels crítics del lloc web diu: "3 from Hell pot ser d'interès per als fans de la trilogia, però aquells que encara no estiguin a bord de la saga sagnant de Rob Zombie trobaran poc que hi els atregui." A Metacritic, la pel·lícula té una mitja ponderada de 50 sobre 100, basada en 5 crítics, que indica " ressenyes mixtes o mitjanes".
Scout Tafoya de RogerEbert.com va premiar la pel·lícula amb quatre de cada quatre estrelles, referint-se a ella com el "malson més serios i relaxat de Zombie fins ara". Shawn Garrett de Rue Morgue, tot i que va reconèixer que "aquí no hi ha sorpreses", va considerar la pel·lícula "un exercisi d’entreteniment incoherent de "més del mateix" com a pel·lícula criminal grollera". Cody Hamman de JoBlo.com va atorgar a la pel·lícula set de deu, escrivint: "Tot i que encara m'agradaria que el final d’Els renegats del diable hagués estat el final d'aquests personatges, vaig trobar que 3 from Hell era una seqüela decent." Durant l'estrena, Kevin Smith va anomenar la pel·lícula "el paradís del terror".
Luke Y. Thompson de Forbes va dir dels actors principals "tots tres es mereixen més que l'infern de la re-quela". Meagan Navarro de Consequence of Sound va escriure: "Després d'haver girat per aquests mateixos camins abans, el clímax està desproveït de qualsevol tensió i aposta... per quan surten els crèdits finals, ho sents." A.A. Dowd de The A.V. Club va trobar la pel·lícula innecessària, li va donar una D+ i l'anomenava "una mort lenta per nostàlgia". De la mateixa manera, John Squires de Bloody Disgusting va premiar la pel·lícula amb un crani i mig de cinc , escrivint: "3 from Hell és una prova que de vegades, en terror, mort realment estàs millor." El ressenyador de Comics Beat Edward Douglas va considerar que la pel·lícula era "fàcilment, la pitjor pel·lícula de l'any".

### Mitjans domèstics
Va ser estrenada en DVD i Blu-ray el 15 d'octubre de 2019.

## Premis i nominacions
| Any  | Premi               | Categoria                | Receptor(s)  | Resultat | Ref.   |
| ---- | ------------------- | ------------------------ | ------------ | -------- | ------ |
| 2019 | Fright Meter Awards | Millor actor             | Bill Moseley | Nominat  | [ 33 ] |
| 2019 | Fright Meter Awards | Millor actriu secundària | Dee Wallace  | Nominat  | [ 33 ] |